# Stefan Drljača
Stefan Drljača (Homburgo, 20 de abril de 1999) es un futbolista alemán que juega como portero en el VfB Stuttgart de la 1. Bundesliga.

## Trayectoria
Drljača empezó su carrera en 2015 en las juveniles del SV 07 Elversberg hasta llegar a la categoría sub-17, para luego pasar a formar parte del TSG Hoffenheim II en 2016, empezando desde la categoría sub-19, tras 3 temporadas con la categoría sub-19, en la temporada 18/19 pasó a formar parte del segundo equipo donde jugaría 34 partidos entre esa temporada y la siguiente dentro de la Regionalliga Südwest.
Para la temporada 20/21 pasa a formar parte del Borussia Dortmund II que se encontraba en la Regionalliga West, fue parte del equipo campeón de esa temporada jugando varios partidos, Drljača ha recibido llamados al primer equipo desde este año sin lograr debutar con el primer equipo.
A partir de la temporada 22/23 pasó a formar parte del Dynamo Dresden.

## Estadísticas
- Actualizado hasta la temporada 20/21

| Club                 | Div.       | Temporada  | Liga | Liga | Copas nacionales (1) | Copas nacionales (1) | Copas Internacionales (2) | Copas Internacionales (2) | Total | Total |
| Club                 | Div.       | Temporada  | PJ   | GR   | PJ                   | GR                   | PJ                        | GR                        | PJ    | GR    |
| -------------------- | ---------- | ---------- | ---- | ---- | -------------------- | -------------------- | ------------------------- | ------------------------- | ----- | ----- |
| TSG Hoffenheim II    | 4.ª        | 2017-18    | 1    | 0    | 0                    | 0                    | 0                         | 0                         | 1     | 0     |
| TSG Hoffenheim II    | 4.ª        | 2018-19    | 16   | 36   | 0                    | 0                    | 0                         | 0                         | 16    | 36    |
| TSG Hoffenheim II    | 4.ª        | 2019-2020  | 18   | 24   | 0                    | 0                    | 0                         | 0                         | 18    | 24    |
| TSG Hoffenheim II    | Total club | Total club | 31   | 32   | 0                    | 0                    | 0                         | 0                         | 35    | 60    |
| Borussia Dortmund II | 4.ª        | 2020-21    | 14   | 10   | 0                    | 0                    | 0                         | 0                         | 14    | 10    |
| Borussia Dortmund II | 3.ª        | 2021-22    | 15   | 22   | 0                    | 0                    | 0                         | 0                         | 15    | 22    |
| Borussia Dortmund II | Total club | Total club | 14   | 10   | 0                    | 0                    | 0                         | 0                         | 29    | 32    |
| Dynamo Dresden       | 3.ª        | 2022-23    | ?    | ?    | ?                    | ?                    | ?                         | ?                         | ?     | ?     |
| Dynamo Dresden       | Total club | Total club | ?    | ?    | ?                    | ?                    | ?                         | ?                         | ?     | ?     |

## Palmarés

### Títulos nacionales
| Título            | Club                 | País     | Año  |
| ----------------- | -------------------- | -------- | ---- |
| Regionalliga West | Borussia Dortmund II | Alemania | 2021 |
| Copa de Alemania  | Borussia Dortmund    | Alemania | 2021 |
| Copa de Alemania  | VfB Stuttgart        | Alemania | 2025 |